# Geschichtswerkstatt Zülpich
Die Geschichtswerkstatt Zülpich ist ein Museum zur Stadtgeschichte in Zülpich.

## Beschreibung
Nach der Eingliederung der Räumlichkeiten des ehemaligen Heimatmuseums Zülpich in der alten Propstei am Mühlenberg in das Museum der Badekultur und der notwendigen Schließung des Heimatmuseums wurde von 2009 bis zum Oktober 2011 der größte Teil des Ausstellungsbestandes des alten Heimatmuseums in die neu geschaffene Geschichtswerkstatt überführt. Die Ausstellungsräume befinden sich nun in den Räumen der ebenfalls am Mühlenberg gelegenen Landesburg Zülpich. Der Eintritt ist kostenlos, das Museum ist Samstag und Sonntag geöffnet. Träger des Museums sind die Stadt Zülpich und der Zülpicher Geschichtsverein.
Die Ausstellung umfasst Vorgeschichte, erstes Jahrtausend, Mittelalter, jüngere Geschichte und Kirche (epochenübergreifend).
Informations-Säulen sollen dabei dem Besucher die wichtigsten Fakten in Kurzform vermitteln. Daneben finden sich historische Dokumente und Exponate in frei zugänglichen Schubladenschränken zur weiteren thematischen Vertiefung. Neben Bildern und zahlreichem Kartenmaterial können sich die Besucher auch kurze Dokumentationsfilme ansehen.
Fundstücke aus der Römerzeit, Tafeln aus der Zeit der Französischen Besatzung des Rheinlands durch Napoleon und eine Karte von Zülpich aus dem 18. Jahrhundert (Schneider-Plan) werden ausgestellt. Zu sehen sind auch ein typischer Wohnraum einer bürgerlichen Familie aus dem 19. Jahrhundert mit dem Mobiliar der Familie Hall, die einst in Juntersdorf bei Zülpich mit dem Braunkohleabbau über Tage begonnen hatte. Zu erfahren gibt es auch den Turm der Mythen.